# Hubert Hurkacz
Hubert Hurkacz (Wroclaw, 11 februari 1997) is een Poolse tennisser. Hij heeft zeven ATP-toernooien in het enkel- en vier in het dubbelspel gewonnen. Ook deed hij al mee aan Grand Slams. Hij heeft geen challengers in het enkelspel en het dubbelspel op zijn naam staan.

## Palmares
| Legenda                       | Legenda               |
| ----------------------------- | --------------------- |
| Grand Slam                    |                       |
| Olympische Spelen             |                       |
| tot 2009                      | vanaf 2009            |
| Tennis Masters Cup            | ATP Finals            |
| ATP Masters Series            | ATP Tour Masters 1000 |
| ATP International Series Gold | ATP Tour 500          |
| ATP International Series      | ATP Tour 250          |

### Enkelspel
| Nr.              | Datum             | Toernooi             | Ondergrond    | Tegenstander in finale | Score            | Details |
| ---------------- | ----------------- | -------------------- | ------------- | ---------------------- | ---------------- | ------- |
| Gewonnen finales |                   |                      |               |                        |                  |         |
| 1.               | 24 augustus 2019  | ATP Winston-Salem    | Hardcourt     | Benoît Paire           | 6-3, 3-6, 6-3    | Details |
| 2.               | 13 januari 2021   | ATP Delray Beach     | Hardcourt     | Sebastian Korda        | 6-3, 6-3         | Details |
| 3.               | 4 april 2021      | ATP Miami            | Hardcourt     | Jannik Sinner          | 7-6(4), 6-4      | Details |
| 4.               | 26 september 2021 | ATP Metz             | Hardcourt (i) | Pablo Carreño Busta    | 7-6(2), 6-3      | Details |
| 5.               | 19 juni 2022      | ATP Halle            | Gras          | Daniil Medvedev        | 6-1, 6-4         | Details |
| 6.               | 26 februari 2023  | ATP Marseille        | Hardcourt (i) | Benjamin Bonzi         | 6-3, 7-6(4)      | Details |
| 7.               | 15 oktober 2023   | ATP Shanghai         | Hardcourt     | Andrej Roebljov        | 6-3, 3-6, 7-6(8) | Details |
| 8.               | 7 april 2024      | ATP Estoril          | Gravel        | Pedro Martínez         | 6-3, 6-4         | Details |
| Verloren finales |                   |                      |               |                        |                  |         |
| 1.               | 14 augustus 2022  | ATP Montreal/Toronto | Hardcourt     | Pablo Carreño Busta    | 6-3, 3-6, 3-6    | Details |
| 2.               | 29 oktober 2023   | ATP Bazel            | Hardcourt (i) | Felix Auger-Aliassime  | 6-7(3), 6-7(5)   | Details |
| 3.               | 23 juni 2024      | ATP Halle            | Gras          | Jannik Sinner          | 6-7(8), 6-7(2)   | Details |

### Dubbelspel
| Nr.                          | Datum             | Toernooi      | Ondergrond    | Partner               | Tegenstanders in finale     | Score                  | Details |
| ---------------------------- | ----------------- | ------------- | ------------- | --------------------- | --------------------------- | ---------------------- | ------- |
| Gewonnen finales herendubbel |                   |               |               |                       |                             |                        |         |
| 1.                           | 8 november 2020   | ATP Parijs    | Hardcourt (i) | Félix Auger-Aliassime | Mate Pavić Bruno Soares     | 6-7(3), 7-6(7), [10-2] | Details |
| 2.                           | 26 september 2021 | ATP Metz      | Hardcourt (i) | Jan Zieliński         | Hugo Nys Arthur Rinderknech | 7-5, 6-3               | Details |
| 3.                           | 2 april 2022      | ATP Miam      | Hardcourt     | John Isner            | Wesley Koolhof Neal Skupski | 7–6(5), 6–4            | Details |
| 4.                           | 12 juni 2022      | ATP Stuttgart | Gras          | Mate Pavić            | Tim Pütz Michael Venus      | 7–6(3), 7–6(5)         | Details |
| Verloren finales herendubbel |                   |               |               |                       |                             |                        |         |
| 1.                           | 20 juni 2021      | ATP Halle     | Gras          | Félix Auger-Aliassime | Kevin Krawietz Horia Tecău  | 6-7(4), 4-6            | Details |

### Landencompetities
| Nr.                | Datum                | Toernooi  | Ondergrond    | Partner(s)                                                                       | Tegenstanders                                                                                | Score                | Ref.    |
| ------------------ | -------------------- | --------- | ------------- | -------------------------------------------------------------------------------- | -------------------------------------------------------------------------------------------- | -------------------- | ------- |
| Gewonnen finales   |                      |           |               |                                                                                  |                                                                                              |                      |         |
| Geen overwinningen |                      |           |               |                                                                                  |                                                                                              |                      |         |
| Verloren finales   |                      |           |               |                                                                                  |                                                                                              |                      |         |
| 1.                 | 22-24 september 2023 | Laver Cup | Hardcourt (i) | Andrej Roebljov Casper Ruud Alejandro Davidovich Fokina Gaël Monfils Arthur Fils | Taylor Fritz Frances Tiafoe Tommy Paul Félix Auger-Aliassime Ben Shelton Francisco Cerúndolo | 2-13 (9 wedstrijden) | details |

## Resultaten grote toernooien
| Legenda | Legenda                          |
| ------- | -------------------------------- |
| g.t.    | geen toernooi gehouden           |
| l.c.    | lagere categorie                 |
| –       | niet deelgenomen                 |
| G       | uitgeschakeld in de groepsfase   |
| 1R      | uitgeschakeld in de eerste ronde |
| 2R      | uitgeschakeld in de tweede ronde |
| 3R      | uitgeschakeld in de derde ronde  |
| 4R      | uitgeschakeld in de vierde ronde |
| KF      | uitgeschakeld in de kwartfinale  |
| HF      | uitgeschakeld in de halve finale |
| F       | de finale verloren               |
| W       | het toernooi gewonnen            |
| w-v     | winst/verlies-balans             |

### Enkelspel
| grandslamtoernooien  |      |      |      |      |      |      |    |
| Australian Open      | –    | 1R   | 2R   | 1R   | 2R   | 4R   | KF |
| Roland Garros        | 2R   | 1R   | 1R   | 1R   | 4R   | 3R   | 4R |
| Wimbledon            | 1R   | 3R   | g.t. | HF   | 1R   | 4R   | 2R |
| US Open              | 2R   | 1R   | 2R   | 2R   | 2R   | 2R   |    |
| ATP Masters 1000     |      |      |      |      |      |      |    |
| Indian Wells         | –    | KF   | g.t. | KF   | 4R   | 3R   | 2R |
| Miami                | –    | 3R   | g.t. | W    | HF   | 3R   | 4R |
| Monte Carlo          | –    | 1R   | g.t. | 2R   | KF   | 3R   | 3R |
| Madrid               | –    | 3R   | g.t. | 1R   | KF   | 3R   | 4R |
| Rome                 | –    | –    | 3R   | 1R   | 1R   | 1R   | KF |
| Montreal/Toronto     | –    | 3R   | g.t. | KF   | F    | 3R   |    |
| Cincinnati           | 1R   | 1R   | 1R   | 3R   | 2R   | HF   |    |
| Shanghai             | 1R   | 3R   | g.t. | g.t. | g.t. | W    |    |
| Parijs               | –    | 1R   | 1R   | HF   | 2R   | KF   |    |
| olympisch            |      |      |      |      |      |      |    |
| Olympische Spelen    | g.t. | g.t. | g.t. | 2R   | g.t. | g.t. |    |
| statistieken         |      |      |      |      |      |      |    |
| totaal aantal titels | 0    | 1    | 0    | 3    | 1    | 2    | 0  |
| eindejaarsranking    | 86   | 37   | 34   | 9    | 10   | 9    |    |

### Dubbelspel
| grandslamtoernooien  |      |      |      |      |      |   |
| Australian Open      | –    | 1R   | 1R   | –    | –    |   |
| Roland Garros        | 1R   | 2R   | 1R   | –    | –    |   |
| Wimbledon            | –    | g.t. | –    | –    | –    |   |
| US Open              | 1R   | –    | 2R   | –    | –    |   |
| ATP Masters 1000     |      |      |      |      |      |   |
| Indian Wells         | –    | g.t. | 1R   | 1R   | 2R   |   |
| Miami                | –    | g.t. | 2R   | W    | –    |   |
| Monte Carlo          | –    | g.t. | 2R   | 1R   | 1R   |   |
| Madrid               | –    | g.t. | 1R   | HF   | 1R   |   |
| Rome                 | –    | –    | –    | 2R   | 1R   |   |
| Montreal/Toronto     | 1R   | g.t. | 1R   | HF   | KF   |   |
| Cincinnati           | 1R   | 2R   | KF   | 1R   | 2R   |   |
| Shanghai             | 2R   | g.t. | g.t. | g.t. | 1R   |   |
| Parijs               | 2R   | W    | –    | –    | –    |   |
| olympisch            |      |      |      |      |      |   |
| Olympische Spelen    | g.t. | g.t. | 1R   | g.t. | g.t. |   |
| statistieken         |      |      |      |      |      |   |
| totaal aantal titels | 0    | 1    | 1    | 2    | 0    | 0 |
| eindejaarsranking    | 253  | 72   | 81   | 35   | 195  |   |